# 1417 Валінскія
1417 Валінскія (1417 Walinskia) — астероїд головного поясу, відкритий 1 квітня 1937 року.
Тіссеранів параметр щодо Юпітера — 3,241.